# Кюпкьой
Вижте пояснителната страница за други значения на Проти.
Кюпкьой (на гръцки: Πρώτη, Проти, в превод първо, до 1927 Κιούπκιοϊ, Кюпкьой, на турски: Küpköy, от küp, гърне и köy, село) е село в Егейска Македония, Гърция, дем Амфиполи, област Централна Македония.

## География
Кюпкьой е разположено на река Борданос в северозападните склонове на планината Кушница (Пангео). В Кушница на 4 km източно от Кюпкьой е разположен Кюпкьойският манастир „Свето Възнесение Господне“. Над селото по пътя за манастира на река Бортанос има два каменни моста – Солинарудският и Светиилийският.

## История

### Етимология
Според Йордан Н. Иванов името е от турското κüp, „гърне“ и köy, „село“.

### Средновековие
На 4 km източно от селото, в Кушница на височина от 915 m е ранносредновековната крепост Шейтан кале.

### В Османската империя
Кюпкьой е едно от най-старите села в Сярско. В края на XIX век то е на самата българо-гръцка етническа граница в каза Зъхна на Османската империя. Църквата „Света Параскева“ е от 1844 година. Гръцка статистика от 1866 година показва Кюпкьой като село с 1750 жители гърци и 250 турци. В 1889 година Стефан Веркович (Топографическо-этнографическій очеркъ Македоніи) отбелязва Кюпъ-Кіой като село с 254 гръцки и 45 турски къщи.
Александър Синве („Les Grecs de l’Empire Ottoman. Etude Statistique et Ethnographique“), който се основава на гръцки данни, в 1878 година пише, че в Кюпкьой (Kïoup-keuy) живеят 1800 гърци. В „Етнография на вилаетите Адрианопол, Монастир и Салоника“ издадена в Константинопол през 1878 година и отразяваща статистиката на населението от 1873 година, Купкьой (Kup keuï) е показано като село с 291 домакинства със 100 жители мюсюлмани и 750 гърци.
Георги Стрезов в 1891 година определя Кюпъ-кьой като гръцко село и пише:
| „ | Зъхненско има най-плодородна почва; селата по долината на Анджиска и покрай Пърнар дават най-мното и най-добро качество памук, който специално се обработва в селата Лъковик, Кюпкьой, Витачища и Кормища. | “ |

Според Васил Кънчов („Македония. Етнография и статистика“) в началото на XX век Кюп Кьой има 1350 жители, от които 1000 гърци, 250 турци и 100 българи.
По данни на секретаря на Българската екзархия Димитър Мишев („La Macédoine et sa Population Chrétienne“) в 1905 година в Кюпкьой има 1500 гърци.

### В Гърция
След Междусъюзническата война селото попада в Гърция. През 1916 – 1918 година е под българско управление. Данни от март 1918 година сочат 2501 жители.
В 20-те година са заселени гърци бежанци от Турция. Според преброяването от 1928 година селото е смесено с 31 бежански семейства и 110 души. В 1927 година селото е прекръстено на Проти.
В 2000 година Кюпкьойското училище е обявено за паметник на културата.
| Име                     | Име         | Ново име        | Ново име       | Описание                              |
| ----------------------- | ----------- | --------------- | -------------- | ------------------------------------- |
| Барес                   | Μπάρες      | Лекани          | Λεκάνη         | местност на С от Кюпкьой              |
| Зигра                   | Ζίγρα       | Сволотопи       | Σβωλοτόπι      | местност на СИ от Кюпкьой             |
| Узун Алан               | Ούζούν Άλαν | Стенотопи       | Στενοτόπι      | възвишение в Кушница на И от Кюпкьой  |
| Мурвасела или Мурвасила | Μουρβάσιλα  | Висинорема      | Βυσινόρεμα     | кушнишка река СИ от Кюпкьой           |
| Бортанос                | Μπορτάνος   | Аналипсеос Рема | Άναλήψεως Ρέμα | кушнишка река, минаваща през Кюпкьой  |
| Клицакос                | Κλειτσάκος  | Протис Рема     | Πρώτης Ρέμα    | кушнишка река, минаваща през Кюпкьой  |
| Осман баир              | Όσμάν Μπαΐρ | Епимикес        | Έπίμηκες       | възвишение на СЗ от Кюпкьой (239,5 m) |

## Личности
Родени в Кюпкьой
- Ангелос Ангелусис (1914 – 2012), гръцки политик
- Аргириос Псарис (1913 – 1985), гръцки политик
- Ахилеас Караманлис (р. 1929), гръцки политик от Нова демокрация
- Георгиос Караманлис (1880 – 1932), гръцки учител и революционер
- Константинос Георгиу Караманлис (1907 – 1998), гръцки политик
- Неофит VIII Константинополски (1832 – 1909), вселенски патриарх от 1891 до 1894 г.
- Фидиас Великис (р. 1940), гръцки политик

Свързани с Кюпкьой
- Константинос Александру Караманлис (р. 1956), гръцки политик от Нова демокрация, министър-председател, по произход от Кюпкьой